# Strelci
Strelci este o localitate din comuna Markovci, Slovenia, cu o populație de 103 locuitori.